# JR East série E233
Pour les articles homonymes, voir E233 (homonymie).
La série E233 (E233系, E233-kei) est un type de rame automotrice exploitée par la compagnie East Japan Railway Company (JR East) sur plusieurs lignes ferroviaires du grand Tokyo.

## Histoire
La série E231, qui a été lancée en grand nombre dans la région métropolitaine de Tokyo à partir de 1999, a été développée comme le principal modèle représentant JR East. Elle fut déclinée en plusieurs versions. Pourtant à partir de 2005 une évolution du matériel était nécessaire. La Série E233 incorporera les évolutions de la technologie depuis la dernière série E231 (-1000) sortie quelques années plus tôt.
La série E233 a été dévoilée par la JR East en octobre 2005 comme la remplaçante de la série 201 sur les lignes Chūō, Ōme et Itsukaichi. La première rame entre en service commercial le 26 décembre 2006.
Finalement la série E233 remplacera beaucoup de matériel ancien et entraînera le glissement des affectations du materiel moyennement ancien.
La Série E233-0 sur la Chūō Line remplace donc les série E201. En 2022/2023 une voiture de première classe "Bi-level" et une insertion de toilettes a accès PMR seront incorporées aux formations 10 voitures,.
La série E233-1000 a été lancée en décembre 2007 sur la Keihin-Tōhoku Line en remplacement des Séries E209-0 affectées sur d'autres lignes jusqu'en 2016.
La Série E233-2000 est affectée en septembre 2009 sur la ligne de Metro de Tokyo Chiyoda, ainsi que sur la Joban Line et depuis 2016 en interconnexion sur le réseau privé Odakyu.
La Série E233-3000 a commencé son opération commerciale le 10 mars 2008 sur la Tōkaidō Line remplaçant les Série 211 et les vieillissantes Série 113
La Série E233-5000 commence le 1er juillet 2010 sur la Keiyō Line en remplacement des Série 201/205/209-500
La Série E233-6000 commence le 16 février 2014 sur la Yokohama Line en remplacement des Série 205
La Série E233-7000 commence le 30 juin 2013 sur la Saikyō Line en remplacement des Série 205
La Série E233-8000 commence le 4 octobre 2014 sur la Nambu Line en remplacement des Série 205 et 209
La Série E233-8500 commence le 15 mars 2017  sur la Nambu Line. C'est une formation unique issue d'une formation E233-0 de la Ligne Chūō, modernisée et réaffectée.
Suite a la modification des horaires de Mars 2025 , certaines lignes se retrouvent avec 1 ou 2 rames en trop. Elles seront remodelés pour une affectation sur les lignes de Bōsō.Une E233-1000 est déjà concernée.

## Description
Les caisses en acier inoxydable dérivent directement des séries E231 et E531, renforcées à la suite de l'accident ferroviaire d'Amagasaki de 2005. La protection de chocs frontaux a été améliorée par une structure amortissante utilisée sur les E217 pour la première fois, utilisée comme mesure de sécurité pour les accidents sur les passages à niveau.
Les phares utilisent des ampoules au Xenon pour un meilleur éclairage.
Des haut-parleurs externes sont installés d'origine, pour les annonces de départ et de la mélodie de départ.
Pour les informations, des afficheurs couleurs à cristaux liquides sont utilisés pour la première fois, permettant une meilleure visibilité. Les destinations ainsi que le type de train (Local, Semi rapid, etc.) sont indiqués en japonais et en anglais. La série 233-8500 aura des affichages à LED.
Les portes sont semi automatiques. Le conducteur peut les contrôler simultanément ou en laisser le contrôle via les boutons d'ouverture.
Diverses améliorations sont apportées, comme la redondance des équipements électriques et équipements de sécurité, ou l'ajout de installation de purificateurs d'air.

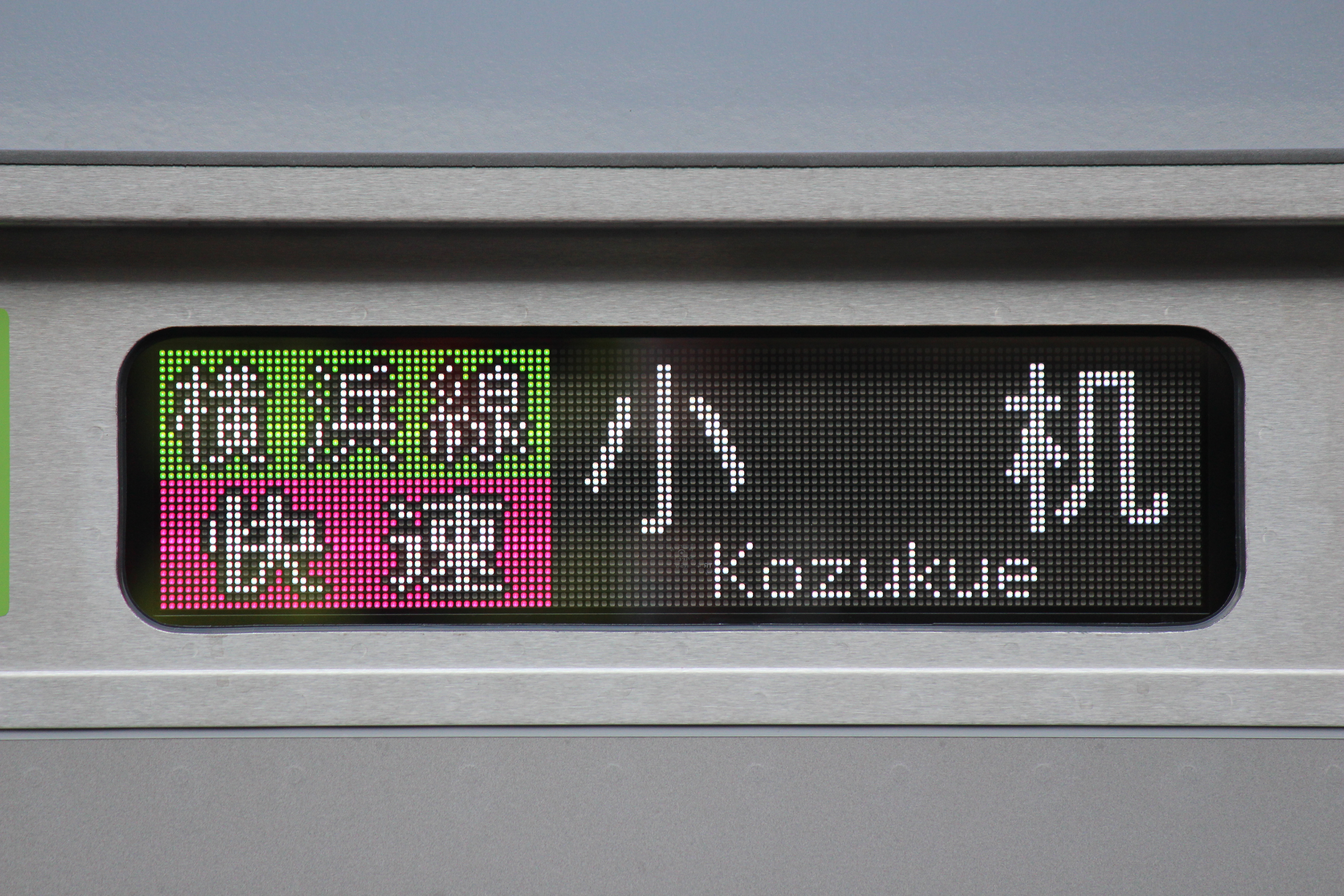
Girouette latérale (E233-6000).
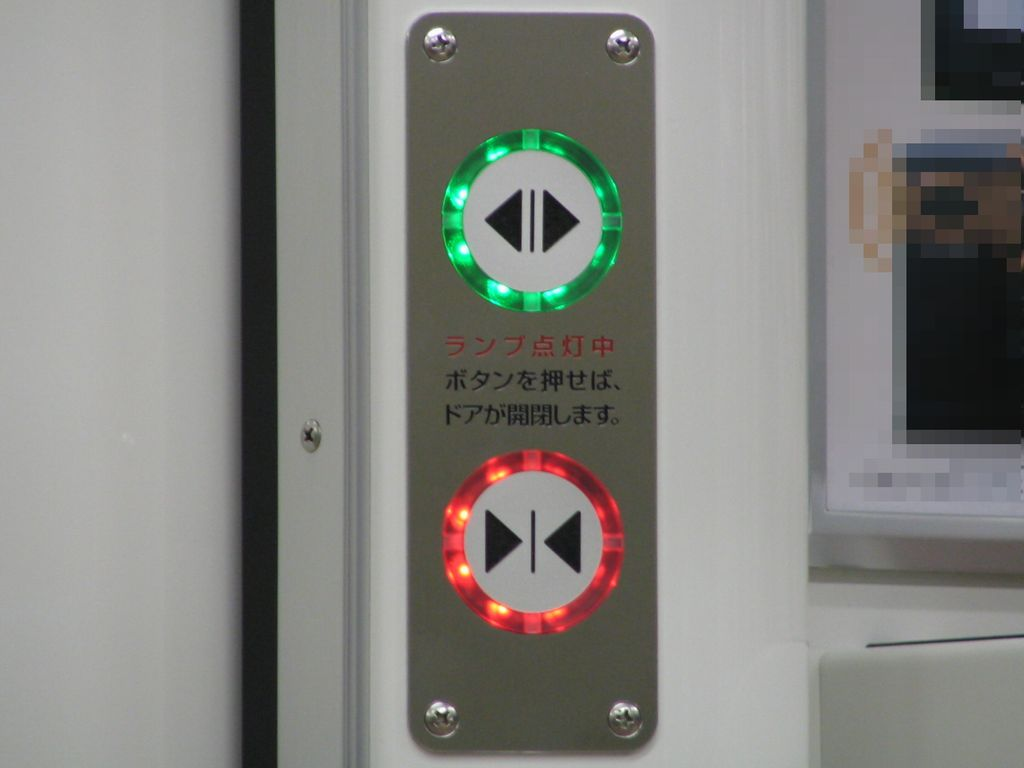
Bouton d'ouverture porte (E233-0).
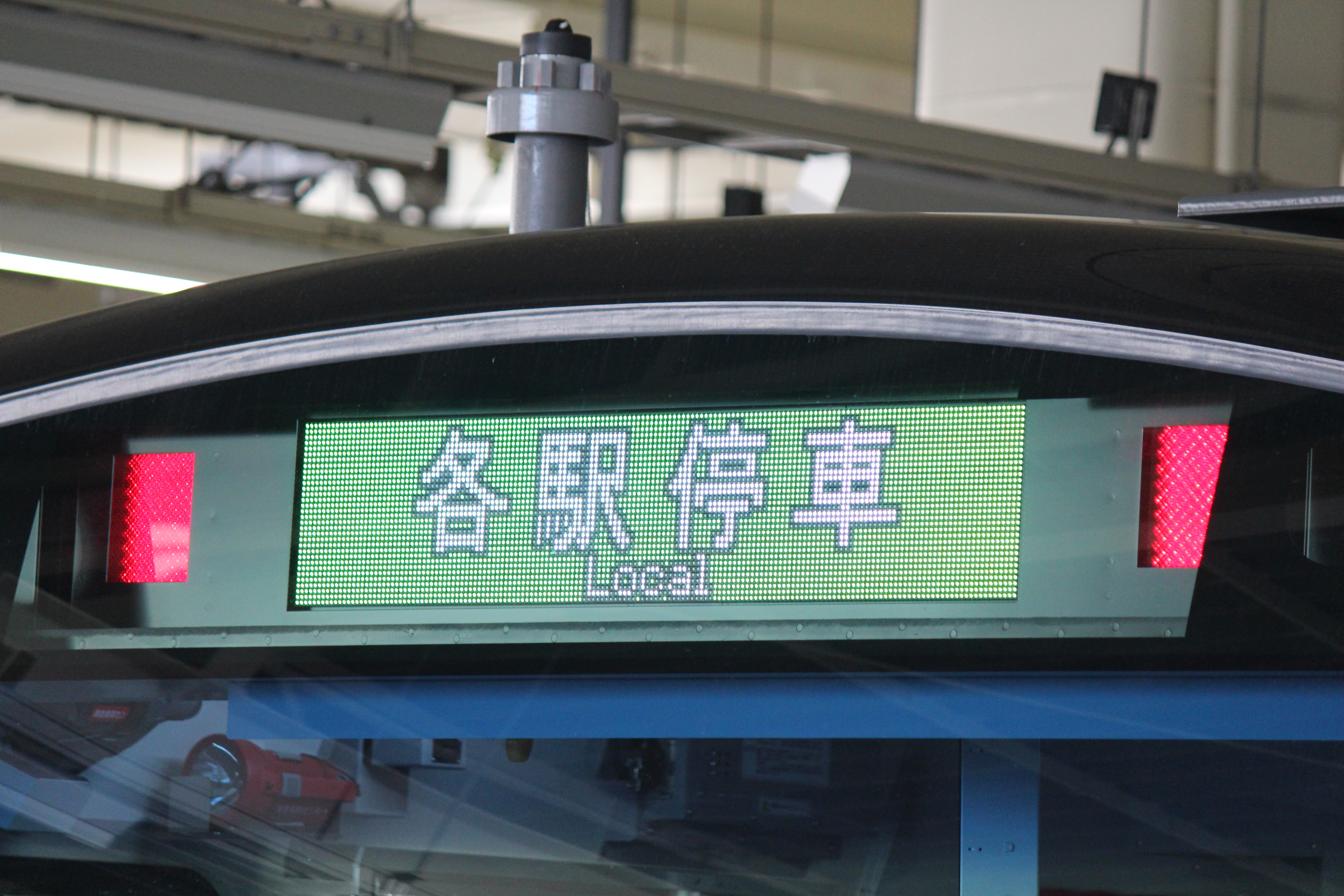
Girouette frontale bilingue (E233-6000).
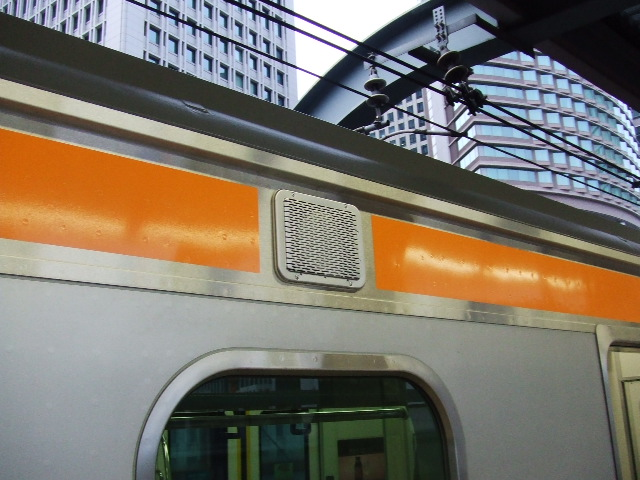
Haut-parleur externe (E233-0).

## Intérieur
L'intérieur de la rame a été conçu dans le but d'adopter un design universel , d' améliorer l' accès sans obstacle et d'améliorer le confort .L'intérieur de la voiture a un design de couleur moderne et chaleureux .
Contrairement aux séries E231 et E531, la méthode de décoration intérieure a été unifiée à un type de panneau quel que soit le constructeur du véhicule.
La coloration intérieure est basée sur le blanc et le revêtement de sol est brun avec un motif de grain. Le motif de couleur de la moquette des sièges varie en fonction de la ligne. La structure du siège est une structure à baquet en porte-à-faux (depuis la série 209) , mais la largeur du siège par personne a été étendue à 460 mm (environ 430 mm pour la série 201 et environ 450 mm pour la série 209), ce qui est identique à celui du E531. En plus d'augmenter l'épaisseur du coussin lui-même, il a été amélioré en un matériau de rembourrage souple avec un ressort.
Les sièges prioritaires de cette série ont une surface murale de couleur crème et un revêtement de sol à carreaux rouges pour clarifier la distinction par rapport aux sièges généraux 
Les passages des porte sont couverts avec un placage blanc(film plastique), au lieu de l'acier inoxydable gris (les metros à Paris effectuent aussi cette amélioration pour éviter les rayures disgracieuses).Les portes utilisent un système d'ouverture à "vis sans fin" pour les série 0 , 1000 et 8500 puis un moteur linéaire pour les séries 2000 à 8000.Les séries 0 et 3000 possèdent des boutons d'ouverture manuelle deconnectables.
Le verre des fenêtres latérales utilise du verre absorbant la chaleur qui coupe les rayons UV et IR. La fenêtre est fixe à l'extrémité de la voiture, mais la grande fenêtre entre chaque porte, est une combinaison d'une fenêtre descendante et d'une fenêtre fixe pour tenir compte de la ventilation d'urgence .
Le climatiseur est de type AU726 centralisé(à l'exclusion des voitures "vertes" de la série 3000) et chaque véhicule est équipé d'une puissance de 58,14 kW (50 000 kcal/h) . En tant que mesure contre les odeurs dans la voiture, c'est le premier train général de JR East à être équipé d'un purificateur d'air, il a une fonction de dépoussiérage et une fonction de désodorisation . Le purificateur d'air a également été installé dans de nombreux types de chemins de fer JR et privés.
Semblable à la série E231-500 pour la ligne Yamanote , il y a deux écrans à cristaux liquides (LCD) au-dessus  de chaque porte un pour l'information voyageur, un pour la publicité.

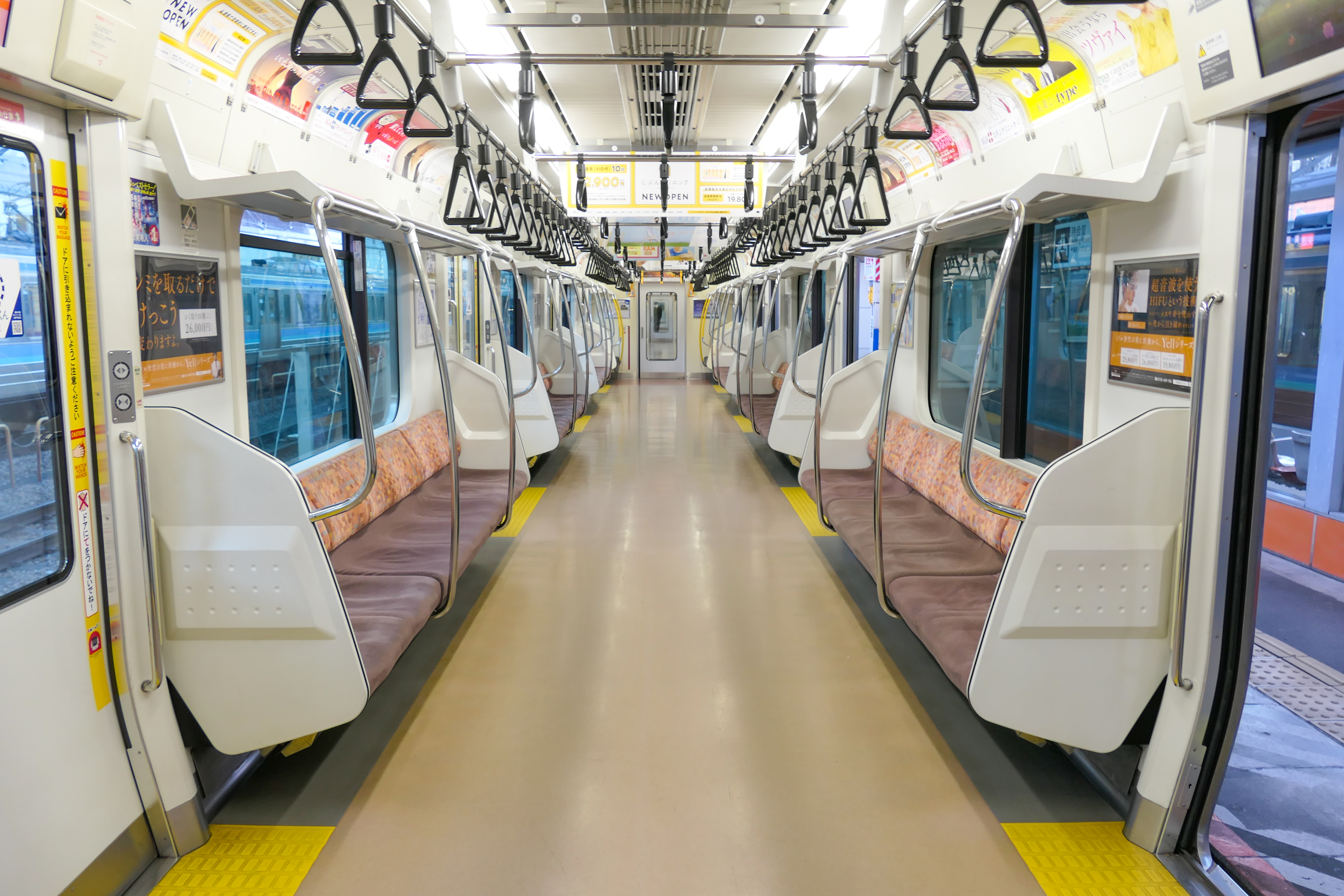
Intérieur E233 -0.
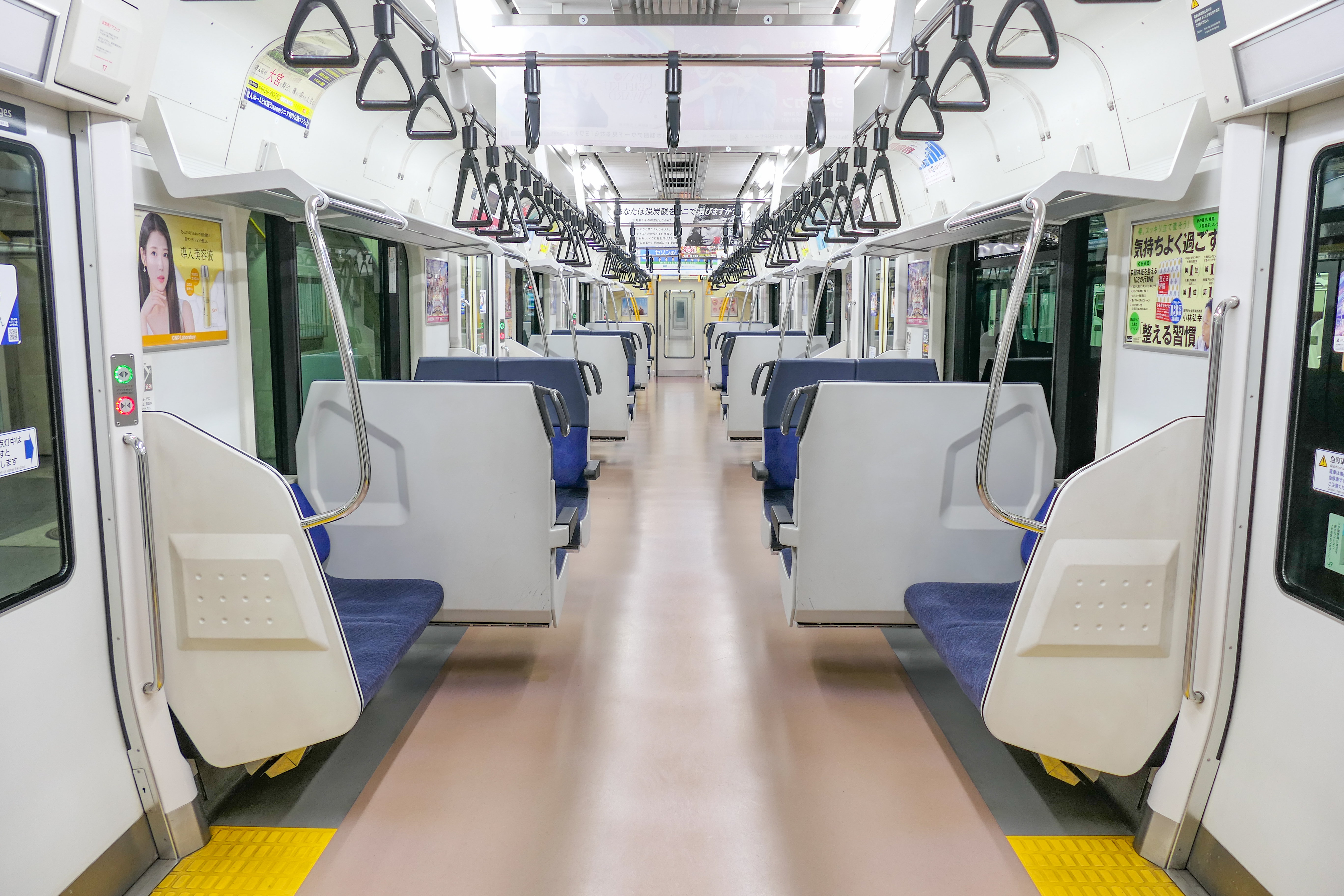
Intérieur E233 -3000.
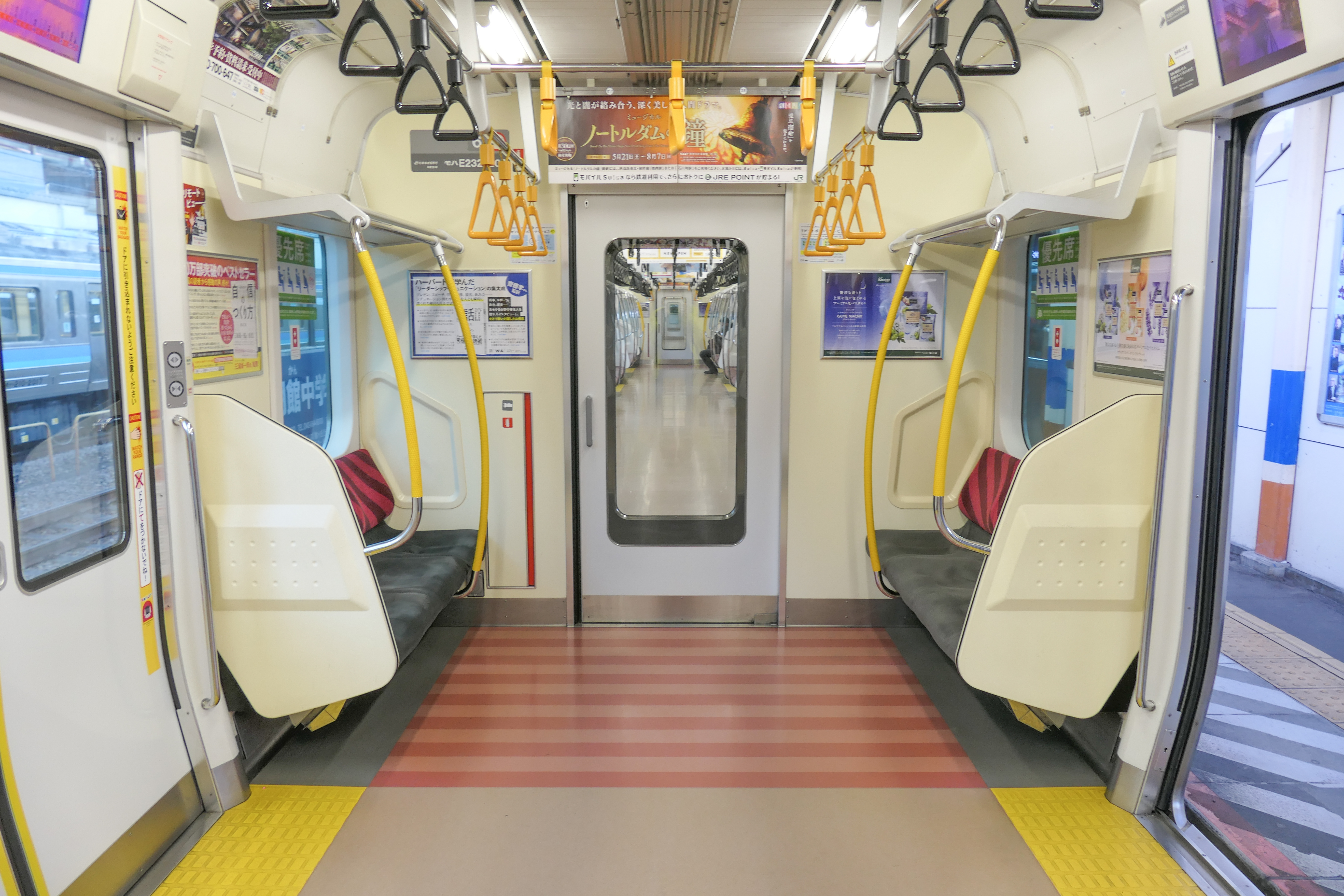
sieges prioritaires E233 -0.
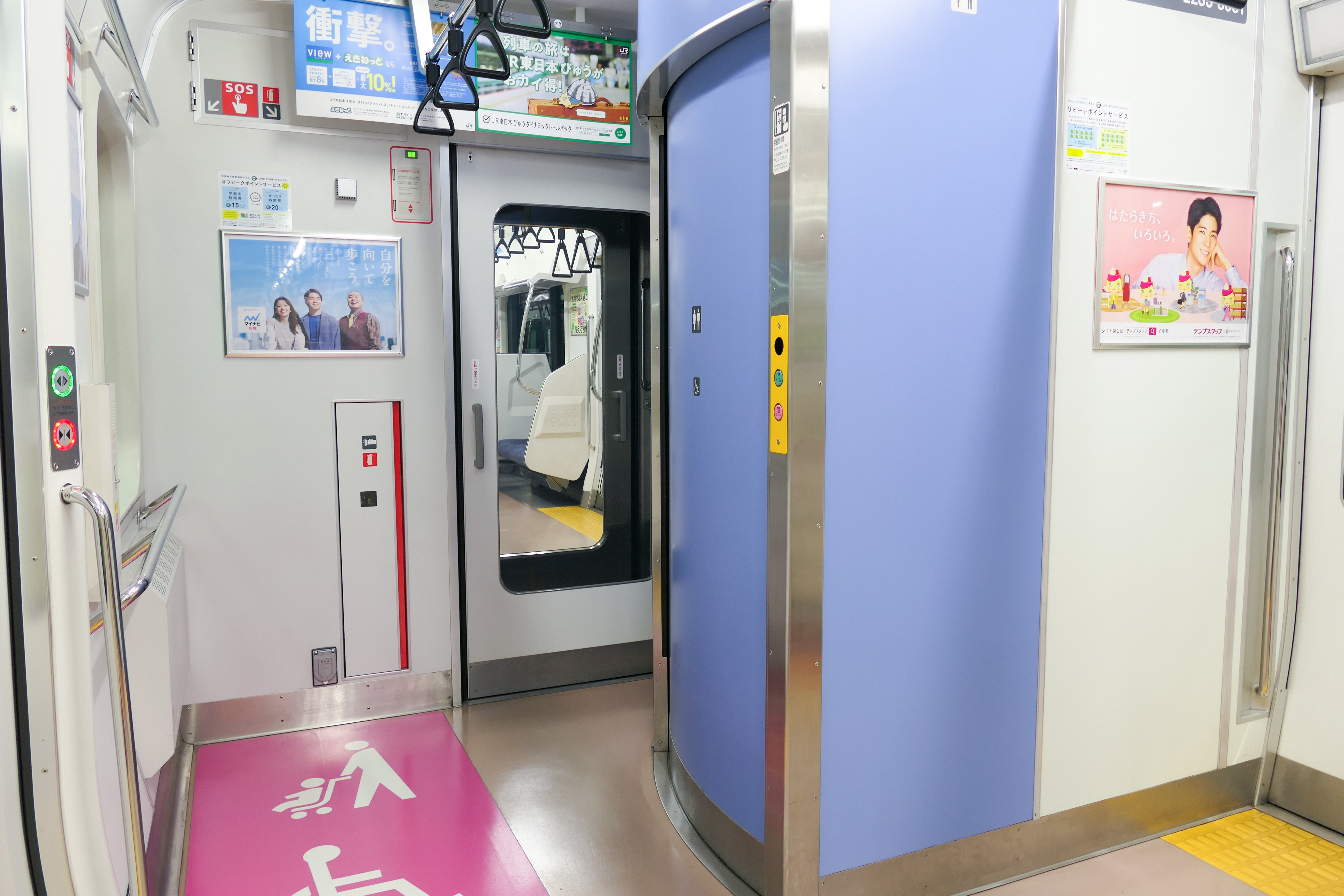
Toilettes universelles E233 -3000.
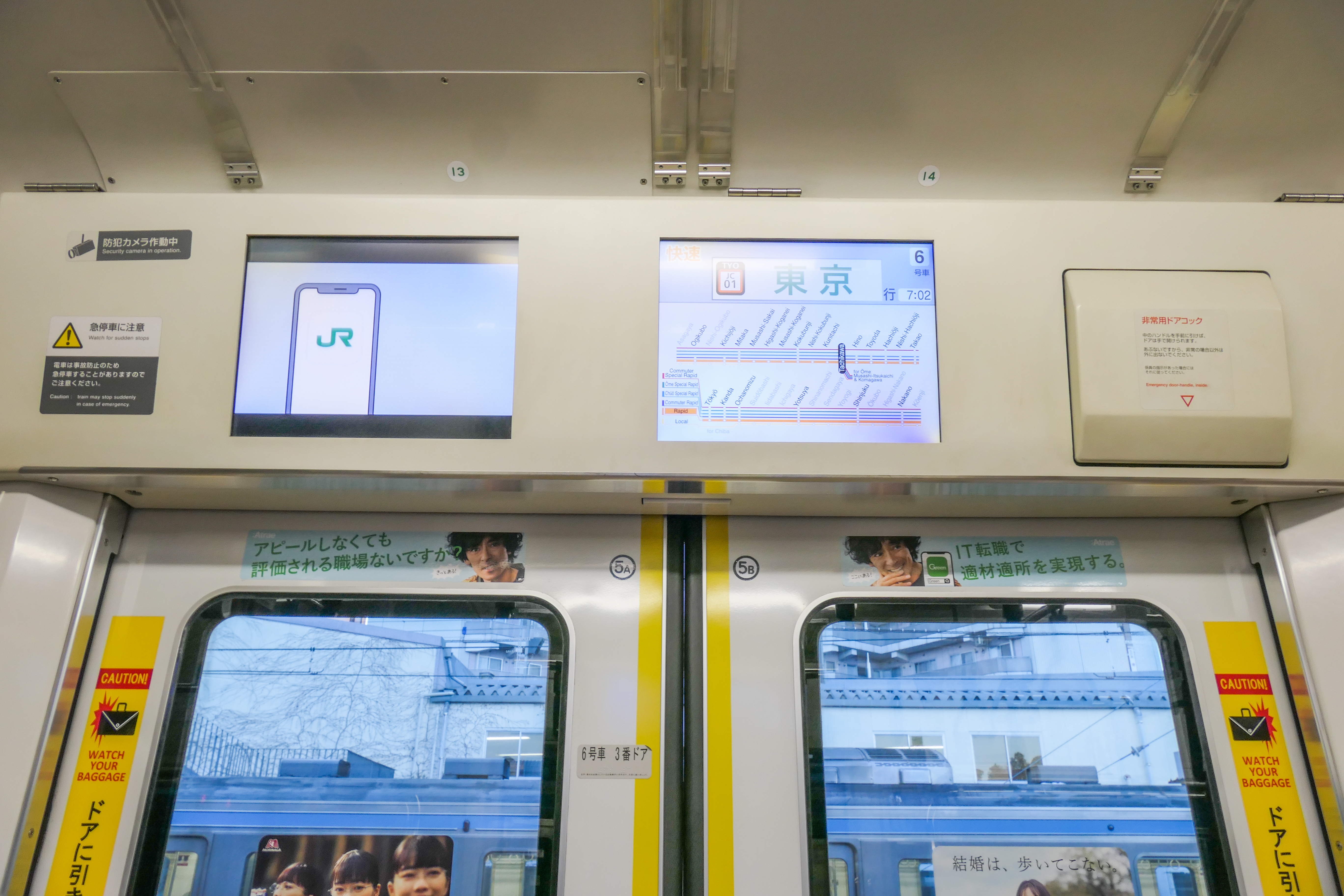
Ecrans LCD d'infos voyageurs
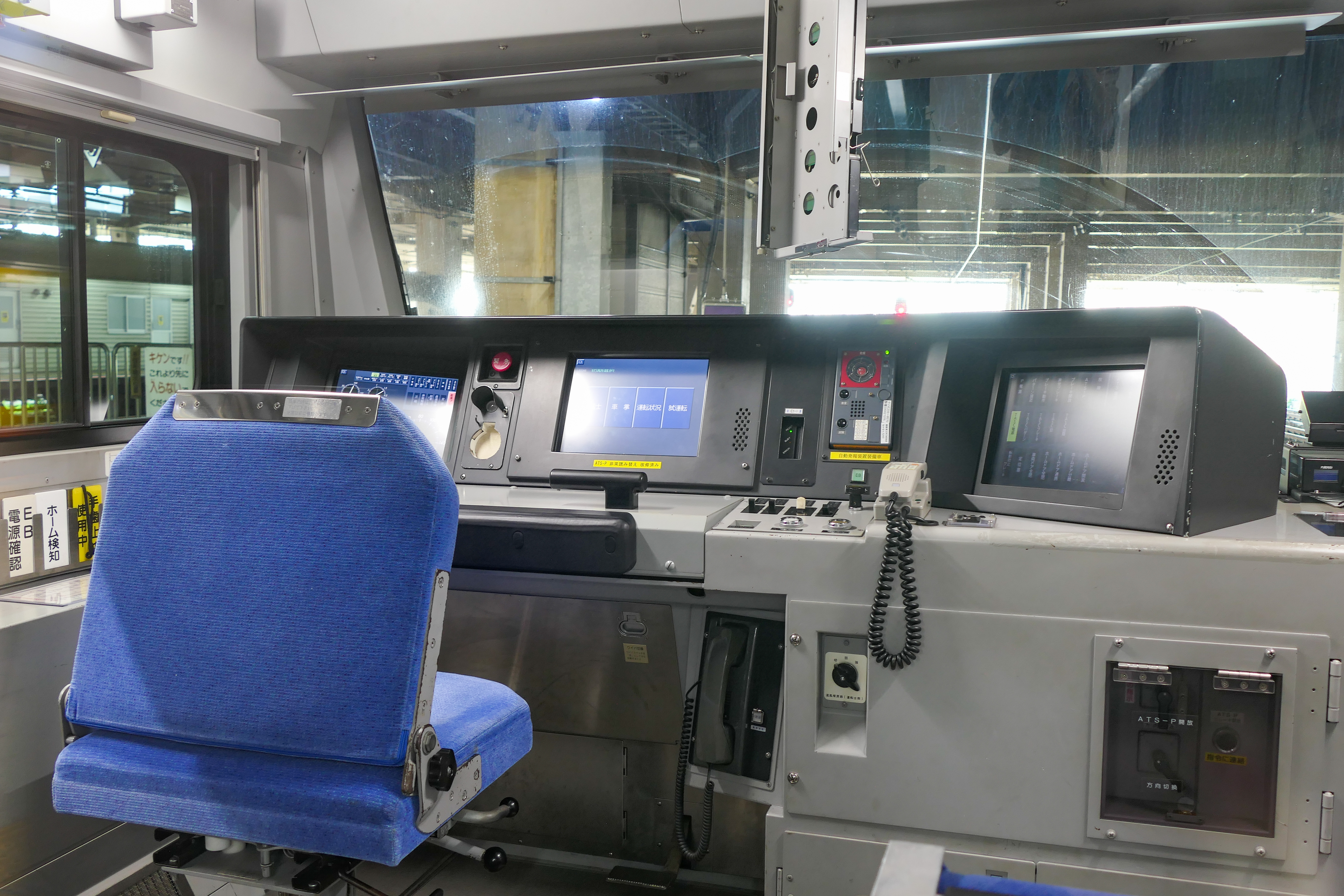
Glass Cockpit d'une serie E233 -8000.

## Caractéristiques techniques
Le contrôleur principal est un système de contrôle d'inverseur VVVF à 2 niveaux qui utilise des éléments IGBT . Le type d'appareil est le SC85, fabriqué par Mitsubishi Electric ou Toyo Denki , et pèse 828 kg (à l'exclusion de la série E233-3000 utilisant du Hitachi).
La commande du moteur est une configuration de groupe 1C4M2 et le moteur principal est du type MT75 avec une puissance de 140 kW l'unité (puissance continue: 2 360 tr/min, vitesse de fonctionnement maximale: 5 818 tr/min). Le rapport de démultiplication est de 1: 6,06, ce qui est le même que celui de la série E531.

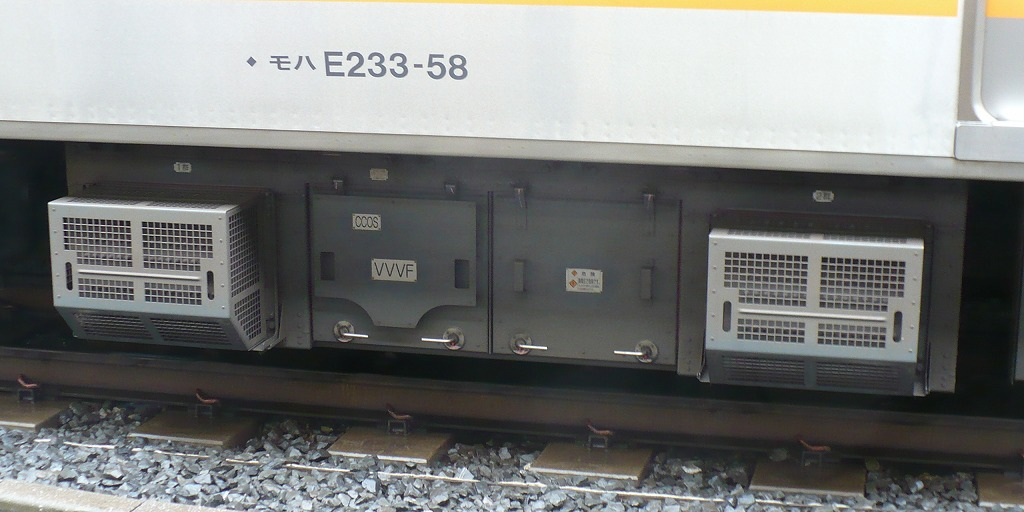
Onduleurs IGBT Mitsubishi SC85.
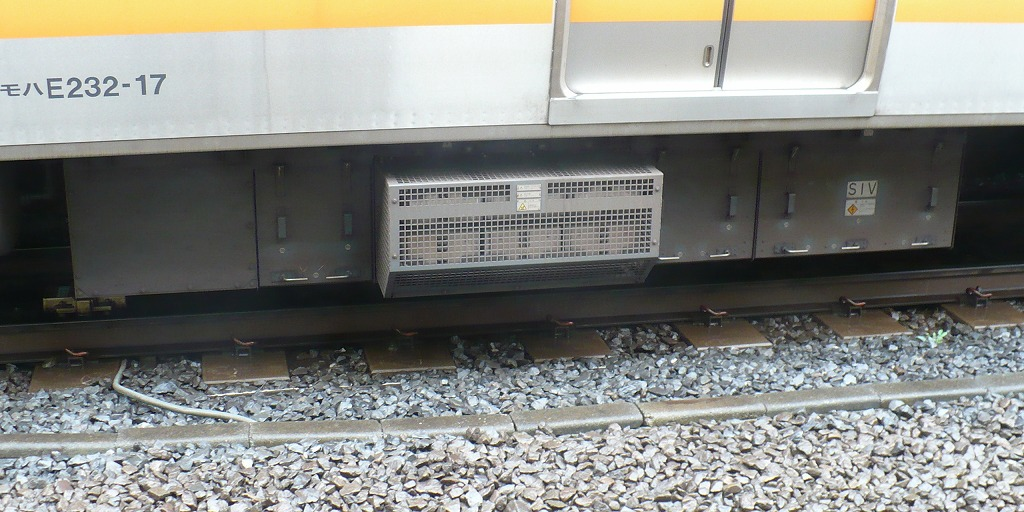
Convertisseur basse tension SC86.

## Variantes et affectation
| Sous-série | Couleurs | Voitures          | Exemplaires | Mise en service | Lignes desservies                                                              | Remarques |
| ---------- | -------- | ----------------- | ----------- | --------------- | ------------------------------------------------------------------------------ | --- |
| E233-0     |          | 12, 10, 8, 6 et 4 | 94          | 2006            | Chūō Rapid, Hachikō, Itsukaichi, Ōme et Fujikyuko                              | Deux voitures à 2 niveaux (green car) seront ajoutées sur les rames à 10 et 6 voitures à l'horizon 2023.        |
| E233-1000  |          | 10                | 82          | 2007            | Keihin-Tōhoku et Negishi                                                       | |
| E233-2000  |          | 10                | 19          | 2009            | Jōban, Chiyoda, Odawara et Tama                                                | Version plus étroite avec une porte d'évacuation en face avant pour l'interconnexion avec le métro de Tokyo.    |
| E233-3000  |          | 10 et 5           | 72          | 2008            | Itō, Jōetsu, Ryōmō, Shōnan-Shinjuku, Takasaki, Tōkaidō, Utsunomiya et Yokosuka | Compatible en unité multiple avec la série E231-1000. Les rames à 10 voitures possèdent 2 voitures à 2 niveaux. |
| E233-5000  |          | 10, 6 et 4        | 28          | 2010            | Keiyō, Sotobō, Tōgane et Uchibō                                                | |
| E233-6000  |          | 8                 | 28          | 2013            | Negishi et Yokohama                                                            | |
| E233-7000  |          | 10                | 38          | 2013            | Kawagoe, Rinkai, Saikyō, Shin-Yokohama et Sōtetsu                              | |
| E233-8000  |          | 6                 | 35          | 2014            | Nambu                                                                          | |
| E233-8500  |          | 6                 | 1           | 2017            | Nambu                                                                          | ancienne rame E233-0                                                                                            |

## Formations

### Information
- Cont: Dispositif de contrôle du véhicule,
- SIV : Alimentation auxiliaire (onduleur statique)
- CP: Compresseur d'air,
- ♀: Véhicule réservé aux femmes
- < ou > : pantographe
- MoHa ou Moha (モハ) →Motrice sans cabine
- SaHa ou Saha (サハ) →Remorque sans cabine
- KuHa ou Kuha (クハ) →Remorque avec cabine
- KuMoHa ou Kumoha (クモハ) →Motrice avec cabine

### E233-0

#### Formations 10 voitures
En date du 11 juin 2020, 43 formations à 10 voitures  (T1-T42 and T71) sont basées au dépôt de Toyoda  et sont constituées de  6 motrices  ("M") et 4 voitures  ("T")  (6M4T).
|                           | ← TōkyōŌtsuki, Ōme → |           |           |               |               |               |           |               |               |           |
|                           |                      |           |           |               |               |               |           |               |               |           |
| voiture n°.               | 1                    | 2 <>      | 3         | 4             | 5 <           | 6             | 7         | 8 <           | 9             | 10        |
| formations avec toilettes |                      |           |           |               |               |               |           |               |               |           |
| Désignation               | Tc                   | M         | M'        | T             | M             | M'            | T         | M             | M'            | Tc'       |
| Numérotation              | KuHa E233            | MoHa E233 | MoHa E232 | SaHa E233-500 | MoHa E233-200 | MoHa E232-200 | SaHa E233 | MoHa E233-400 | MoHa E232-400 | KuHa E232 |
| Capacité (total/assises)  | 142/39               | 160/54    | 160/54    | 155/48        | 160/54        | 160/54        | 160/54    | 160/54        | 160/54        | 142/39    |
| formations sans toilettes |                      |           |           |               |               |               |           |               |               |           |
| Désignation               | Tc                   | M         | M'        | M             | M'            | T             | T         | M             | M'            | Tc'       |
| Numérotation              | KuHa E233            | MoHa E233 | MoHa E232 | MoHa E233-200 | MoHa E232-200 | SaHa E233-500 | SaHa E233 | MoHa E233-400 | MoHa E232-400 | KuHa E232 |
| Capacité (total/assises)  | 142/39               | 160/54    | 160/54    | 160/54        | 160/54        | 160/54        | 160/54    | 160/54        | 160/54        | 142/39    |

- MoHa E233-200(voiture 5) et  MoHa E233-400(voiture 8) ont chacune un pantographe type PS33D (à un bras), et MoHa E233 (voiture 2)possède 2 pantographes PS33D  (un pour le secours)).
- Les voitures 1 et 10 ont un espace UFR (la voiture 4 est equipée de toilettes).
- La voiture 4 est désignée comme voiture à air conditionnée allégée.
- Il est prévu d'ajouter 2 voitures Bi-level aux formations a 10 voitures. Une SaHa sera retirée (probablement la voiture 4) et la formation passera à 11 voitures (prévu pour 2022 -2023)

### E233-1000
En date d'avril 2018, 82 formations à 10 voitures basées au dépôt de Saitama  sont formées avec 6 motrices ("M") et 4 voitures ("T")  (6M4T).
|              | ← ŌmiyaŌfuna → |                |                |                |                |                |                |                |                |                |
|              |                |                |                |                |                |                |                |                |                |                |
| voiture n°.  | 10             | 9              | 8 <            | 7              | 6              | 5 <>           | 4              | 3 <            | 2              | 1              |
| Désignation  | Tc             | T              | M              | M'             | T              | M              | M'             | M              | M'             | Tc'            |
| Numérotation | KuHa E233-1000 | SaHa E233-1200 | MoHa E233-1400 | MoHa E232-1400 | SaHa E233-1000 | MoHa E233-1000 | MoHa E232-1000 | MoHa E233-1200 | MoHa E232-1200 | KuHa E232-1000 |

- La voiture 4 est désignée comme voiture à air conditionnée allégée.

### E233-2000
En date du 1er avril 2017, la flotte est constituée de 19 formations de 10 voitures, basées au dépôt de Matsudo .Elles sont des formations composées 6 motrices ("M") et 4 voitures ("T") (6M4T).
|              | ← Toride, AyaseYoyogi-Uehara → |                |                |                |                |                |                |                |                |                |
|              |                                |                |                |                |                |                |                |                |                |                |
| voiture n°.  | 10                             | 9 <            | 8              | 7              | 6 <>           | 5              | 4              | 3 <            | 2              | 1              |
| Désignation  | Tc                             | M              | M'             | T              | M              | M'             | T              | M              | M'             | Tc'            |
| Numérotation | KuHa E233-2000                 | MoHa E233-2400 | MoHa E232-2400 | SaHa E233-2200 | MoHa E233-2000 | MoHa E232-2000 | SaHa E233-2000 | MoHa E233-2200 | MoHa E232-2200 | KuHa E232-2000 |

### E233-3000

#### Formations 10 voitures
Premières formations :
En date du 1er octobre 2018 , 2 formations à 10 voitures (E-01 and E-02) sont basés au dépôt de Kōzu dans la préfecture de Kanagawa et sont formées de 6 motrices ("M") et 4 voitures ("T")  (6M4T).
|                          | ← Kuroiso, MaebashiFujisawa,Zushi, Itō, Numazu → |                |                |                |                |                |                |                |                |                |
|                          |                                                  |                |                |                |                |                |                |                |                |                |
|                          |                                                  |                |                |                |                |                |                |                |                |                |
| Voiture n°.              | 10                                               | 9 <            | 8              | 7 <>           | 6              | 5              | 4              | 3 <            | 2              | 1              |
| Désignation              | Tc                                               | M              | M'             | M              | M'             | Tsd            | Tsd'           | M              | M'             | Tc'            |
| Numérotation             | KuHa E233-3000                                   | MoHa E233-3200 | MoHa E232-3200 | MoHa E233-3000 | MoHa E232-3000 | SaRo E233-3000 | SaRo E232-3000 | MoHa E233-3400 | MoHa E232-3400 | KuHa E232-3000 |
| Capacité (total/assises) | 135/40                                           | 161/60         | 160/54         | 160/54         | 160/54         | 90/90          | 90/90          | 160/54         | 161/60         | 135/40         |

- Les voitures 1 and 10 ont un espace UFR
- Les voitures 1, 5, et 10 ont des toilettes
- La voiture 8 est désignée comme voiture à air conditionnée allégée
- Les voitures 4 et 5 sont des "bilevel Green Cars" (voitures 2N première classe).

#### Formations standards
En date du 1er octobre 2018, 15 formations à 10 voitures (E-03 to E-17) sont basées au dépôt de Kōzu dans la préfecture de Kanagawa et 16 formations a 10 voitures (U618 to U633) sont basées au dépôt de Oyama dans la préfecture de Tochigi et sont formées de 6 motrices ("M") et 4 voitures ("T")  (6M4T).
|                         | ← Kuroiso, MaebashiFujisawa, Zushi, Itō, Numazu → |                |                |                |                |                |                |                |                |                |
|                         |                                                   |                |                |                |                |                |                |                |                |                |
|                         |                                                   |                |                |                |                |                |                |                |                |                |
| Voiture n°.             | 10                                                | 9 <            | 8              | 7 <            | 6              | 5              | 4              | 3 <>           | 2              | 1              |
| Désignation             | Tc                                                | M              | M'             | M              | M'             | Tsd            | Tsd'           | M              | M'             | Tc'            |
| Numérotation            | KuHa E233-3000                                    | MoHa E233-3200 | MoHa E232-3000 | MoHa E233-3400 | MoHa E232-3800 | SaRo E233-3000 | SaRo E232-3000 | MoHa E233-3000 | MoHa E232-3400 | KuHa E232-3000 |
| Capacité (total/assise) | 135/40                                            | 161/60         | 160/54         | 160/54         | 156/50         | 90/90          | 90/90          | 160/54         | 161/60         | 135/40         |

- Les voitures 1 and 10 ont un espace UFR.
- Les voitures 1,5,6 et 10 ont des toilettes.
- La voiture 8 est désignée comme voiture à air conditionnée allégée.
- Les voitures 4 et 5 sont des "bilevel Green Cars" (voitures 2N première classe).

#### Formations 5 voitures
En date du 1er octobre 2018, 21 formations (E-51 to E-67, E-71 to E-74) sont basées au dépôt de Kōzu dans la préfecture de Kanagawa et 18 formations  (U218 to U235) sont basées au dépôt de Oyama dans la préfecture de Tochigi .Elles sont formées de 2 motrices ("M") et 3 voitures ("T") (2M3T).
|                         | ← Kuroiso, KagoharaFujisawa,Zushi, Numazu → |                |                |                |                |
|                         |                                             |                |                |                |                |
|                         |                                             |                |                |                |                |
| Voiture n°.             | 15                                          | 14             | 13 <>          | 12             | 11             |
| Désignation             | Tc                                          | T              | M              | M'             | Tc'            |
| Numérotation            | KuHa E233-3500                              | SaHa E233-3000 | MoHa E233-3600 | MoHa E232-3600 | KuHa E232-3500 |
| Capacité (total/assise) | 143/43                                      | 161/60         | 160/54         | 160/54         | 135/36         |

- Les voitures 11 and 15 ont un espace UFR..
- La voiture 11 a des toilettes universelles

### E233-5000

#### Formations 10 voitures
En date d'avril 2018, 20 formations sont basées au dépôt de la ligne Keiyō et sont formées de 6 motrices("M") et 4 voitures ("T")  (6M4T).
|                         | ← Kazusa-Minato, Kazusa-Ichinomiya, Kimitsu, SogaTōkyō → |                |                |                |                |                |                |                |                |                |
|                         |                                                          |                |                |                |                |                |                |                |                |                |
| Voiture n°.             | 10                                                       | 9 >            | 8              | 7              | 6              | 5 <>           | 4              | 3 >            | 2              | 1              |
| Désignation             | Tc                                                       | M              | M'             | T              | T              | M              | M'             | M              | M'             | Tc'            |
| Numérotation            | KuHa E233-5000                                           | MoHa E233-5400 | MoHa E232-5400 | SaHa E233-5000 | SaHa E233-5500 | MoHa E233-5000 | MoHa E232-5000 | MoHa E233-5200 | MoHa E232-5200 | KuHa E232-5000 |
| Capacité (total/assise) | 142/39                                                   | 160/54         | 160/54         | 160/54         | 160/54         | 160/54         | 160/54         | 160/54         | 160/54         | 142/39         |

- Les voitures 1 et 10 ont un espace UFR
- La voiture 4 est désignée comme voiture à air conditionnée allégée.

#### Formations 6+4 voitures
En date d'octobre 2018, 4 formations sont basées au dépôt de Keiyō et sont formées de 6 motrices ("M") et 4 voitures ("T")sur l’ensemble des deux trains couplés  (2M2T) et  (4M2T).
|                         | ← Katsuura, Narutō, SogaTōkyō → |                |                |                |  |                |                |                |                |                |                |
|                         |                                 |                |                |                |  |                |                |                |                |                |                |
| voiture n°.             | 10                              | 9 <>           | 8              | 7              |  | 6              | 5 <>           | 4              | 3 <            | 2              | 1              |
| Désignation             | Tc                              | M              | M'             | Tc'            |  | Tc             | M              | M'             | M              | M'             | Tc'            |
| Numérotation            | KuHa E233-5000                  | MoHa E233-5600 | MoHa E232-5600 | KuHa E232-5500 |  | KuHa E233-5500 | MoHa E233-5000 | MoHa E232-5000 | MoHa E233-5200 | MoHa E232-5200 | KuHa E232-5000 |
| Capacité (total/assise) | 142/39                          | 160/54         | 160/54         | 142/42         |  | 142/42         | 160/54         | 160/54         | 160/54         | 160/54         | 142/39         |

- Les voitures 1 et 10 ont un espace UFR
- La voiture 4 est désignée comme voiture à air conditionnée allégée.

### E233-6000
En date de septembre 2014 , 28 formations à 8 voitures sont basées au dépôt de Kamakura dans la préfecture de Kanagawa ,et sont composées de 4 motrices ("M") et 4 voitures ("T")  (4M4T)
|                         | ← HachiōjiHigashi-Kanagawa, Ōfuna → |                |                |                |                |                |                |                |
|                         |                                     |                |                |                |                |                |                |                |
|                         |                                     |                |                |                |                |                |                |                |
| Voiture n°.             | 8                                   | 7 >            | 6              | 5              | 4 <>           | 3              | 2              | 1              |
| Désignation             | Tc                                  | M              | M'             | T              | M              | M'             | T              | Tc'            |
| Numérotation            | KuHa E233-6000                      | MoHa E233-6400 | MoHa E232-6400 | SaHa E233-6000 | MoHa E233-6000 | MoHa E232-6000 | SaHa E233-6200 | KuHa E232-6000 |
| Poids(t)                | 30.1                                | 32.2           | 32.3           | 28.8           | 32.2           | 32.3           | 28.5           | 30.2           |
| Capacité (total/assise) | 142/39                              | 160/54         | 160/54         | 160/54         | 160/54         | 160/54         | 160/54         | 142/39         |

- Les voitures 1 et 8 ont un emplacement UFR
- La voiture 5 est désignée comme voiture à air conditionnée allégée.

### E233-7000
En date du 1er janvier 2020, 38 formations de 10 voitures basées au dépôt de Kawagoe ,sont formées de 6 motrices ("M")et 4 voitures ("T")   (6M4T),
|                         | ← Ebina, Hazawa yokohama-kokudai, Shin-Kiba, ŌsakiŌmiya, Kawagoe → |                |                |                |                |                |                |                |                |                |
|                         |                                                                    |                |                |                |                |                |                |                |                |                |
| Voiture n°.             | 10                                                                 | 9 >            | 8              | 7              | 6              | 5 <>           | 4              | 3 >            | 2              | 1              |
| Désignation             | Tc                                                                 | M              | M'             | T              | T              | M              | M'             | M              | M'             | Tc'            |
| Numérotation            | KuHa E233-7000                                                     | MoHa E233-7400 | MoHa E232-7400 | SaHa E233-7200 | SaHa E233-7000 | MoHa E233-7000 | MoHa E232-7000 | MoHa E233-7200 | MoHa E232-7200 | KuHa E232-7000 |
| Capacité (total/assise) | 142/39                                                             | 160/54         | 160/54         | 160/54         | 160/54         | 160/54         | 160/54         | 160/54         | 160/54         | 142/39         |

- Les voitures 1 et 10 ont un espace UFR.
- La voiture 9 est désignée comme voiture à air conditionnée allégée.

### E233-8000
En date de 2015, 35 formations de 6 voitures sont basées au dépôt de Nakahara et sont formées de 4 motrices ("M") et 2 voitures ("Tc")  (4M2T).
|                          | ← KawasakiTachikawa → |                |                |                |                |                |
|                          |                       |                |                |                |                |                |
|                          |                       |                |                |                |                |                |
|                          |                       |                |                |                |                |                |
| Voiture n°.              | 1                     | 2 <>           | 3              | 4 <            | 5              | 6              |
| Désignation              | Tc                    | M              | M'             | M              | M'             | Tc'            |
| Numérotation             | KuHa E233-8000        | MoHa E233-8000 | MoHa E232-8000 | MoHa E233-8200 | MoHa E232-8200 | KuHa E232-8000 |
| Poids (t)                | 30.8                  | 32.3           | 31.7           | 31.6           | 28.6           | 30.8           |
| Capacité (totale/assise) | 142/39                | 160/54         | 160/54         | 160/54         | 160/54         | 142/39         |

- Les voitures 1 et 6 ont un espace UFR.
- La voiture 4 est désignée comme voiture à air conditionnée allégée

## Modélisme
La série E233 est reproduite à l'échelle N par Kato et Tomix en formations de 4-5 -6 -8 -10 voitures et sous les couleurs de plusieurs lignes.

## Galerie photos

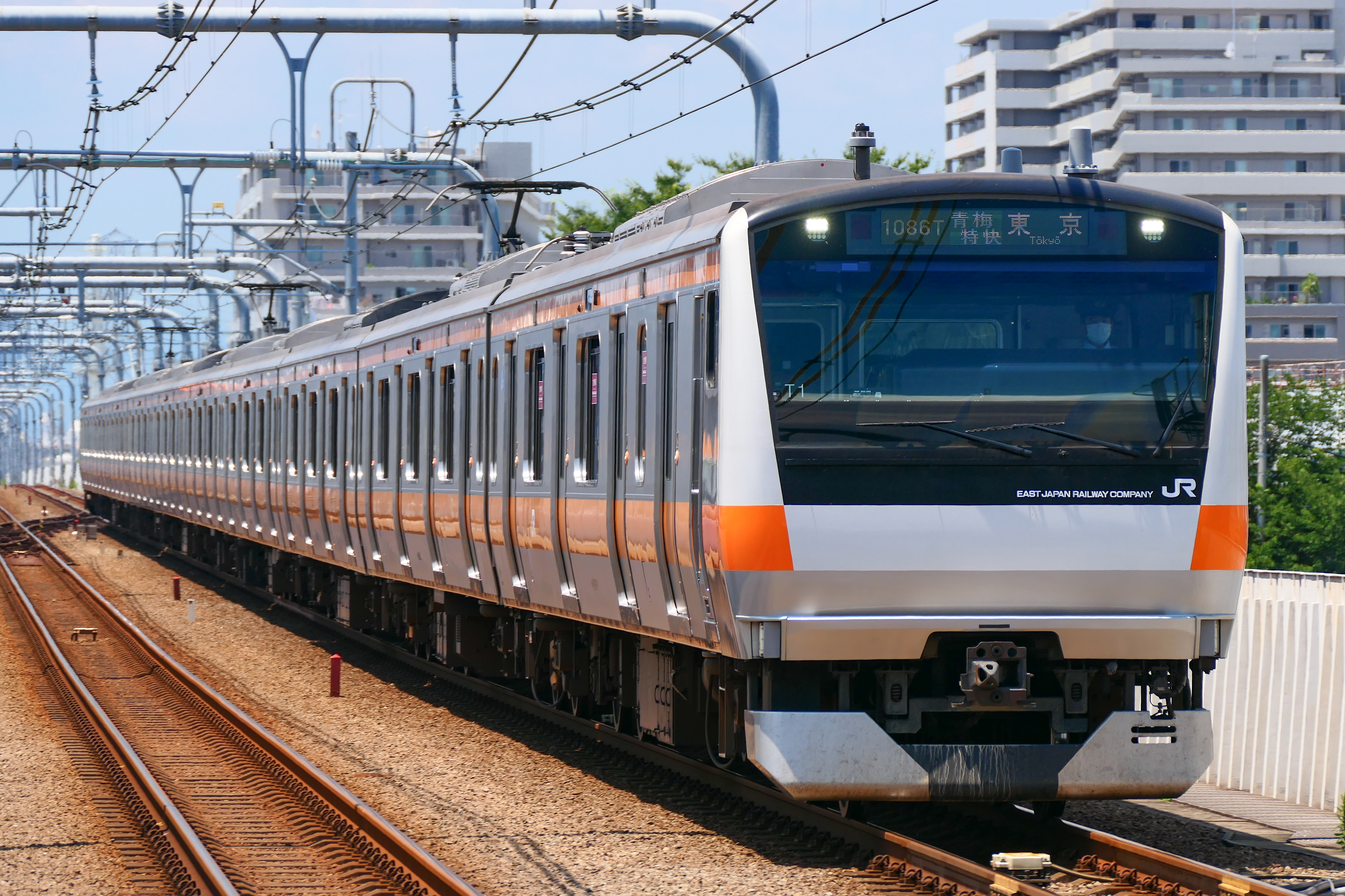
Série E233-0.
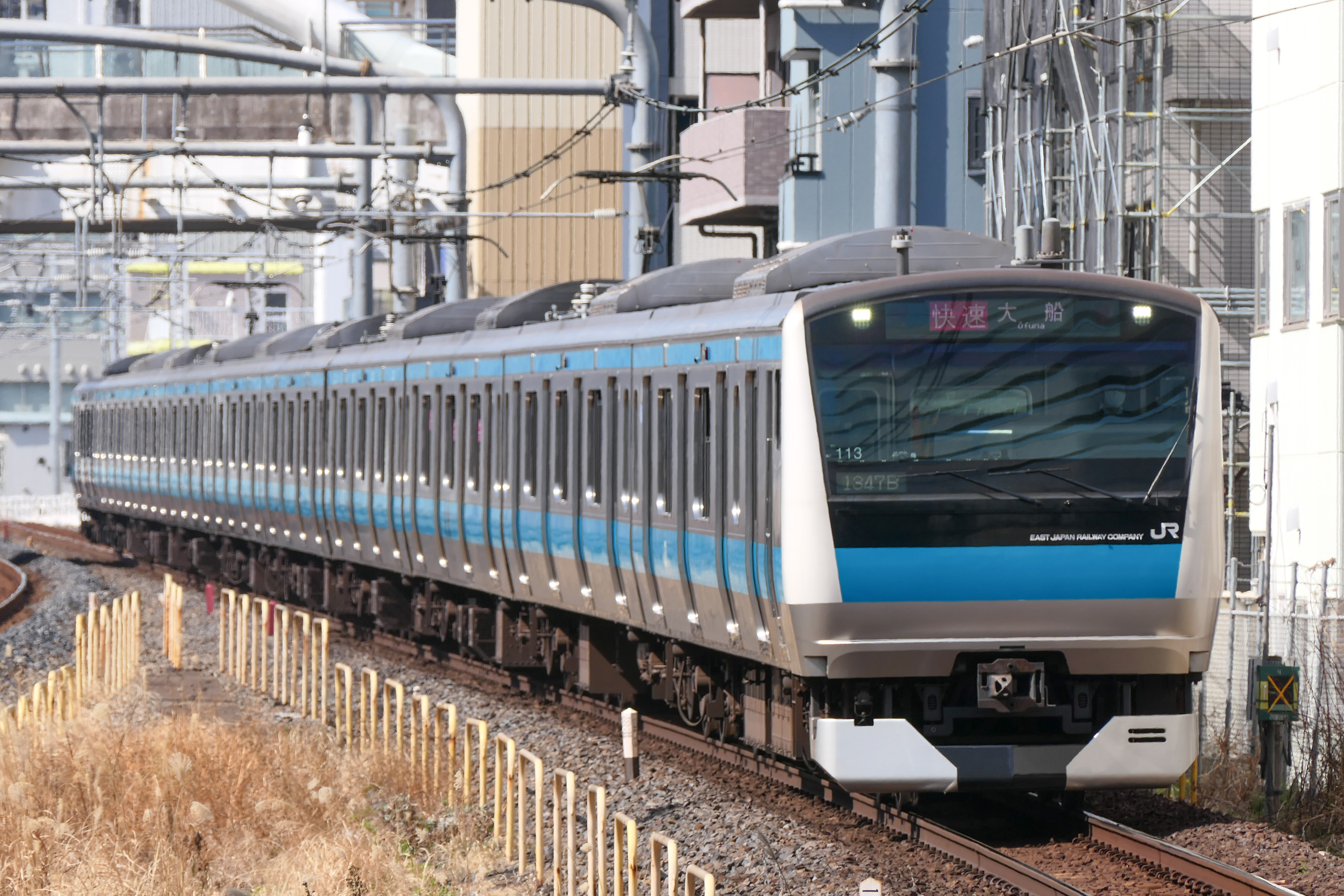
Série E233-1000.
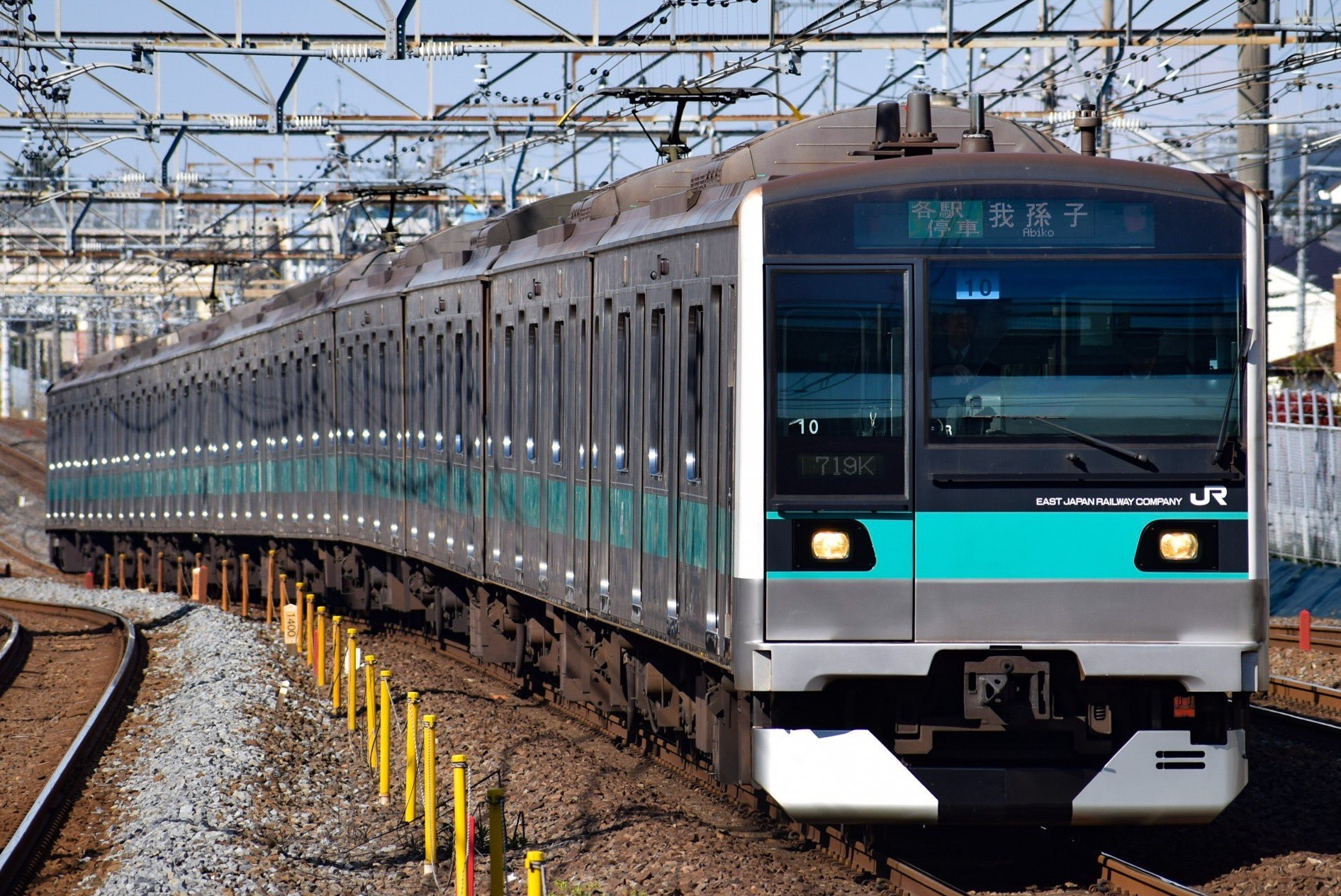
Série E233-2000.
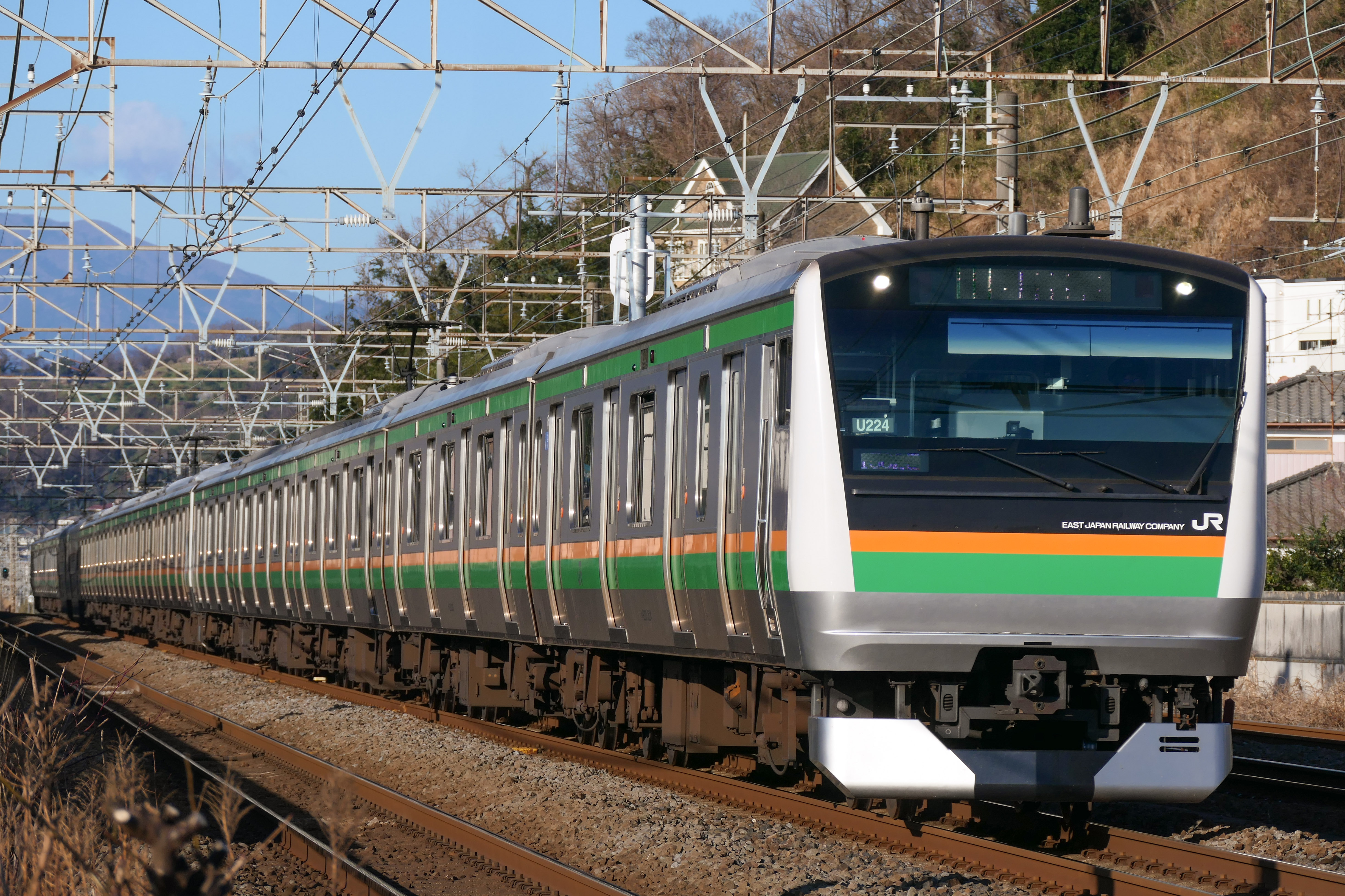
Série E233-3000.
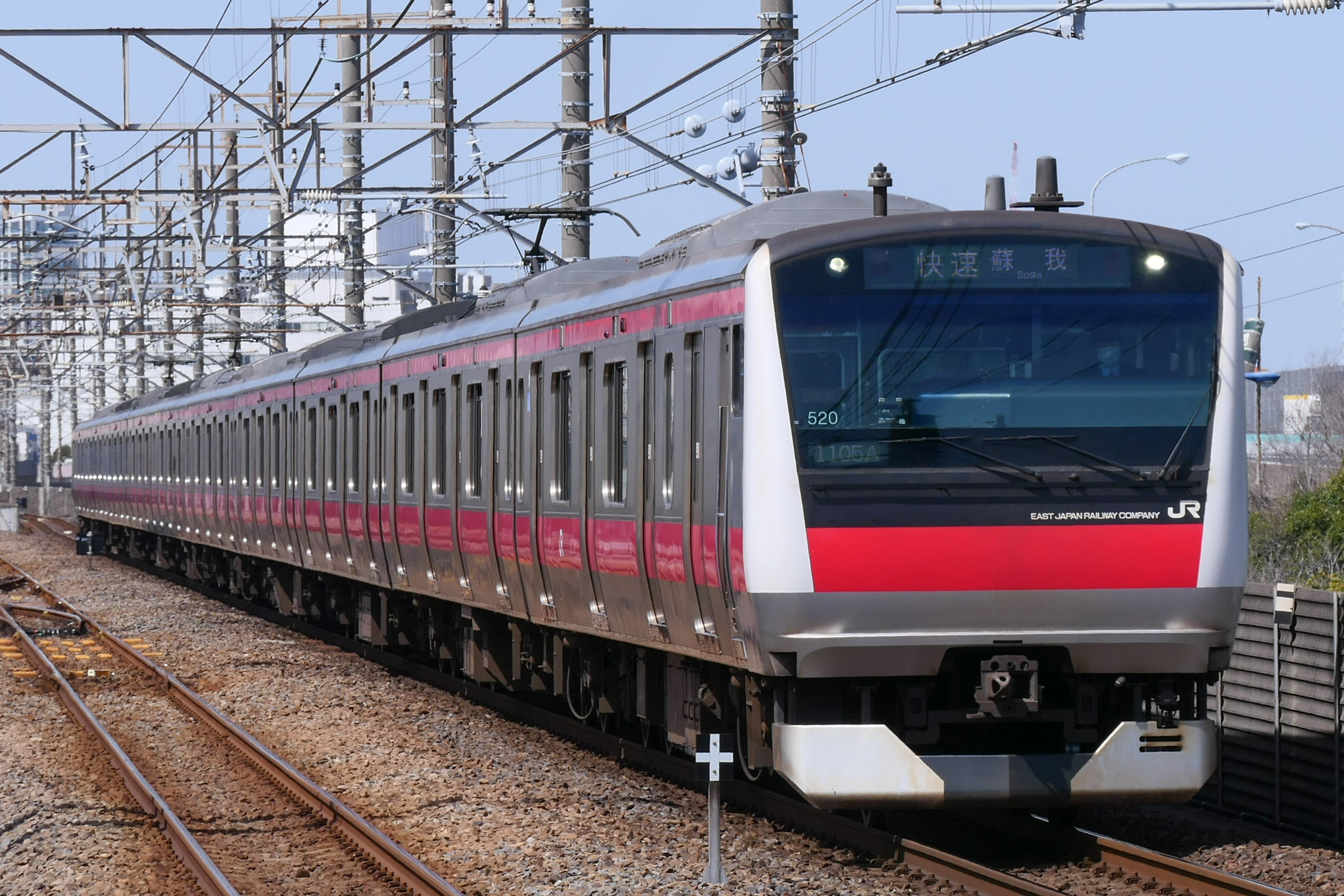
Série E233-5000.
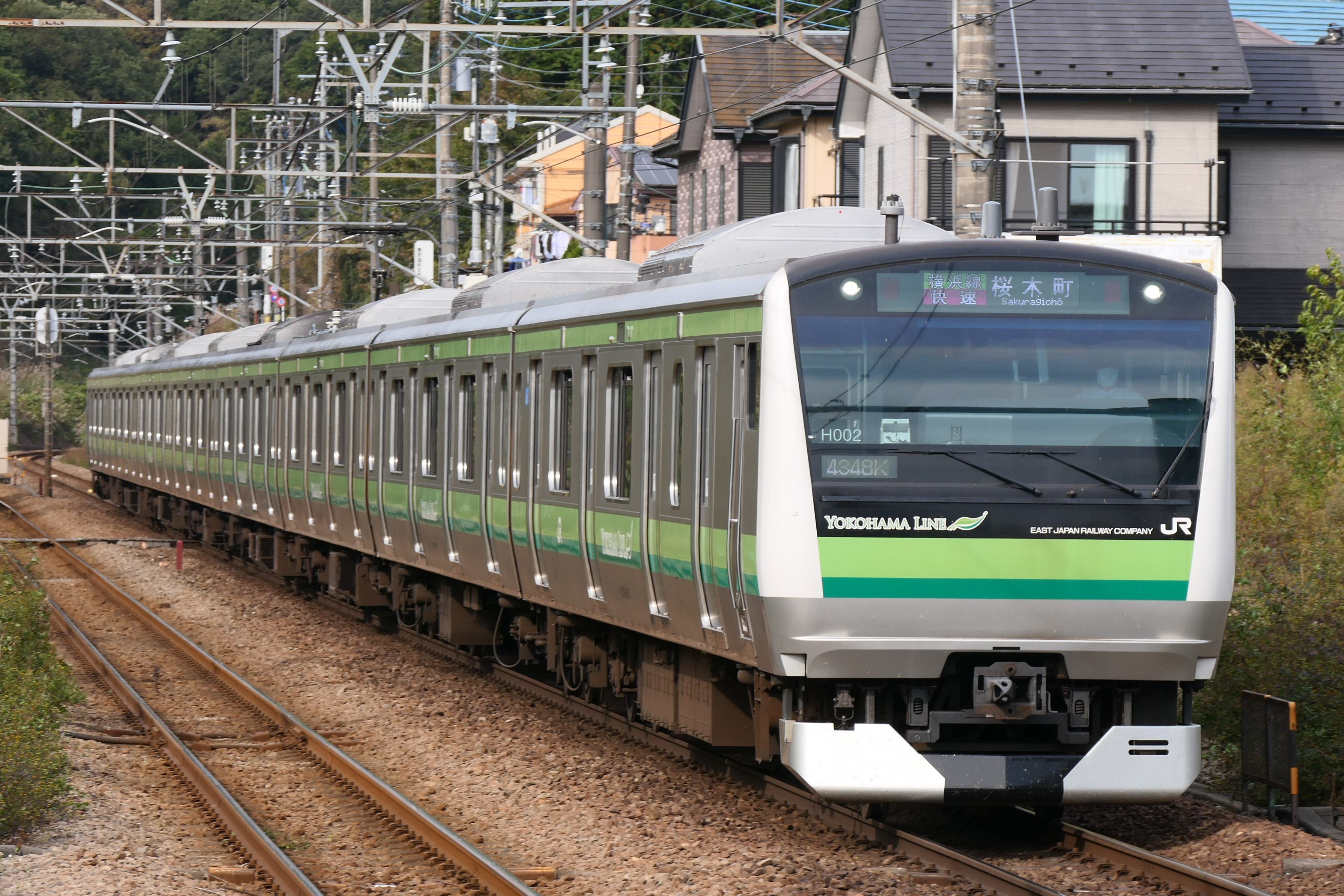
Série E233-6000.
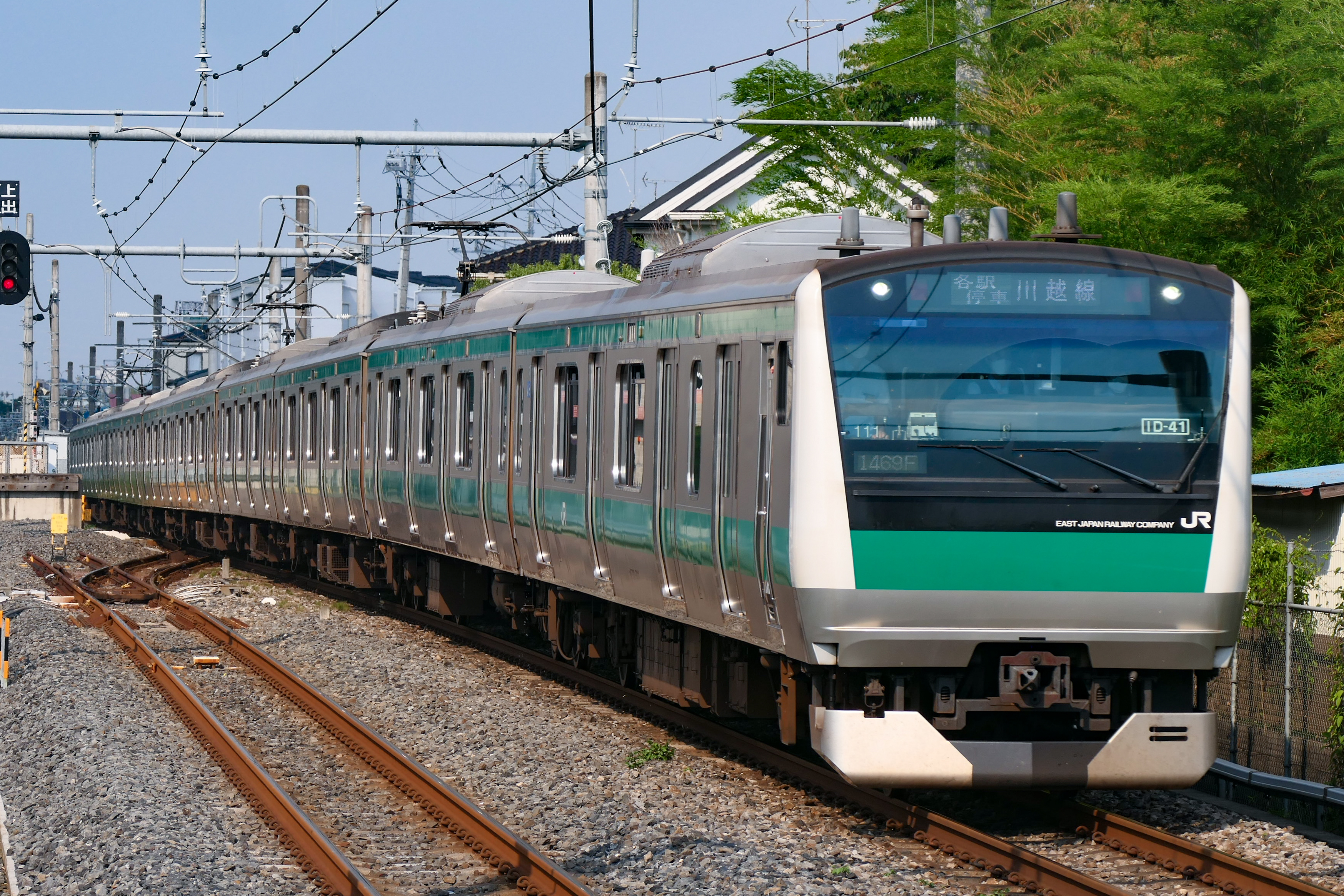
Série E233-7000.
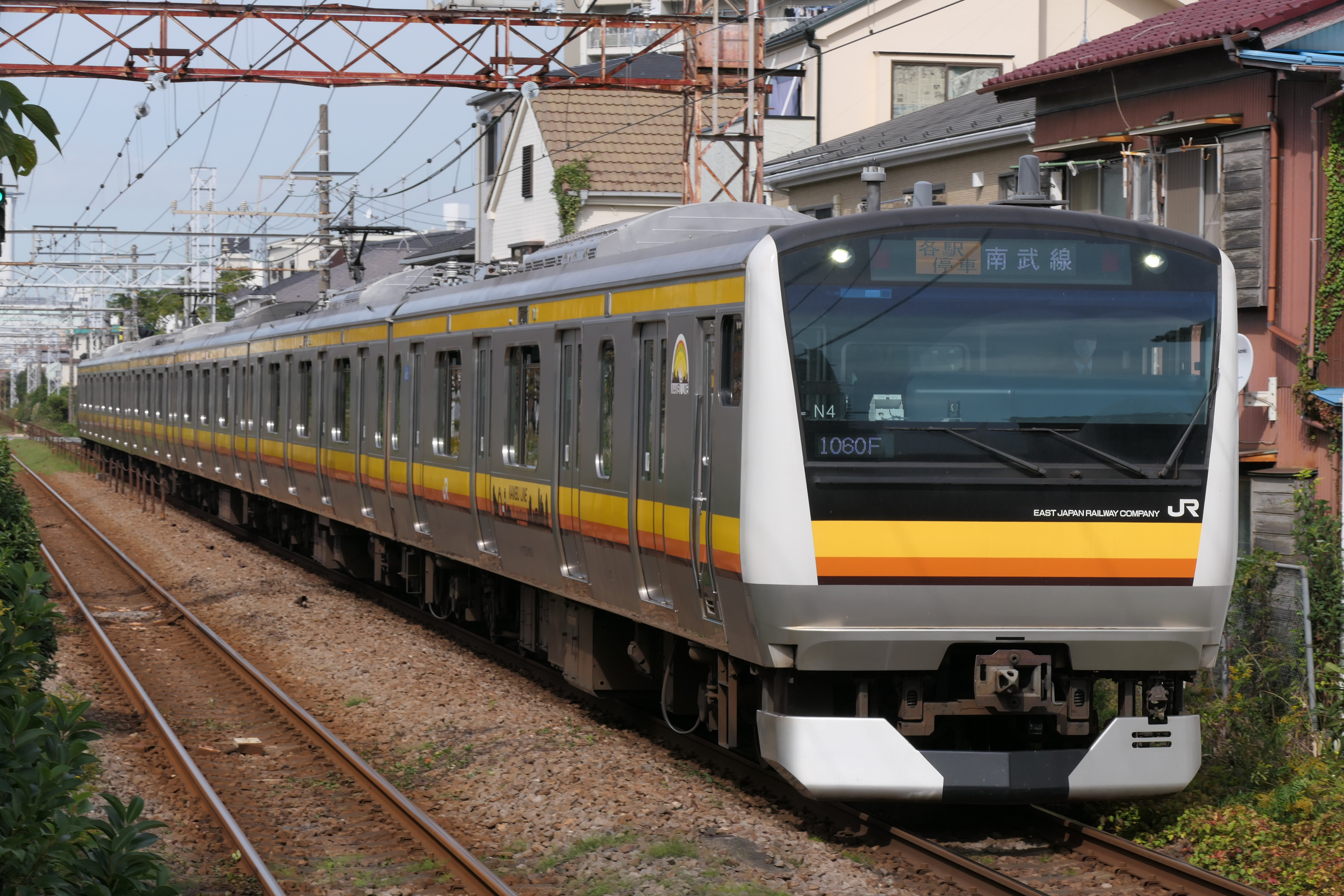
Série E233-8000/8500.